# Zariczczia
Zariczczia (ukr. Заріччя, ros. Заречье) – przystanek kolejowy w miejscowości Zarzyszcze, w rejonie lwowskim, w obwodzie lwowskim, na Ukrainie. Leży na linii Lwów – Rawa Ruska – Hrebenne.
Przystanek istniał przed II wojną światową. Nosił wówczas nazwę Zarzyszcze.